# Speicher Radeburg II

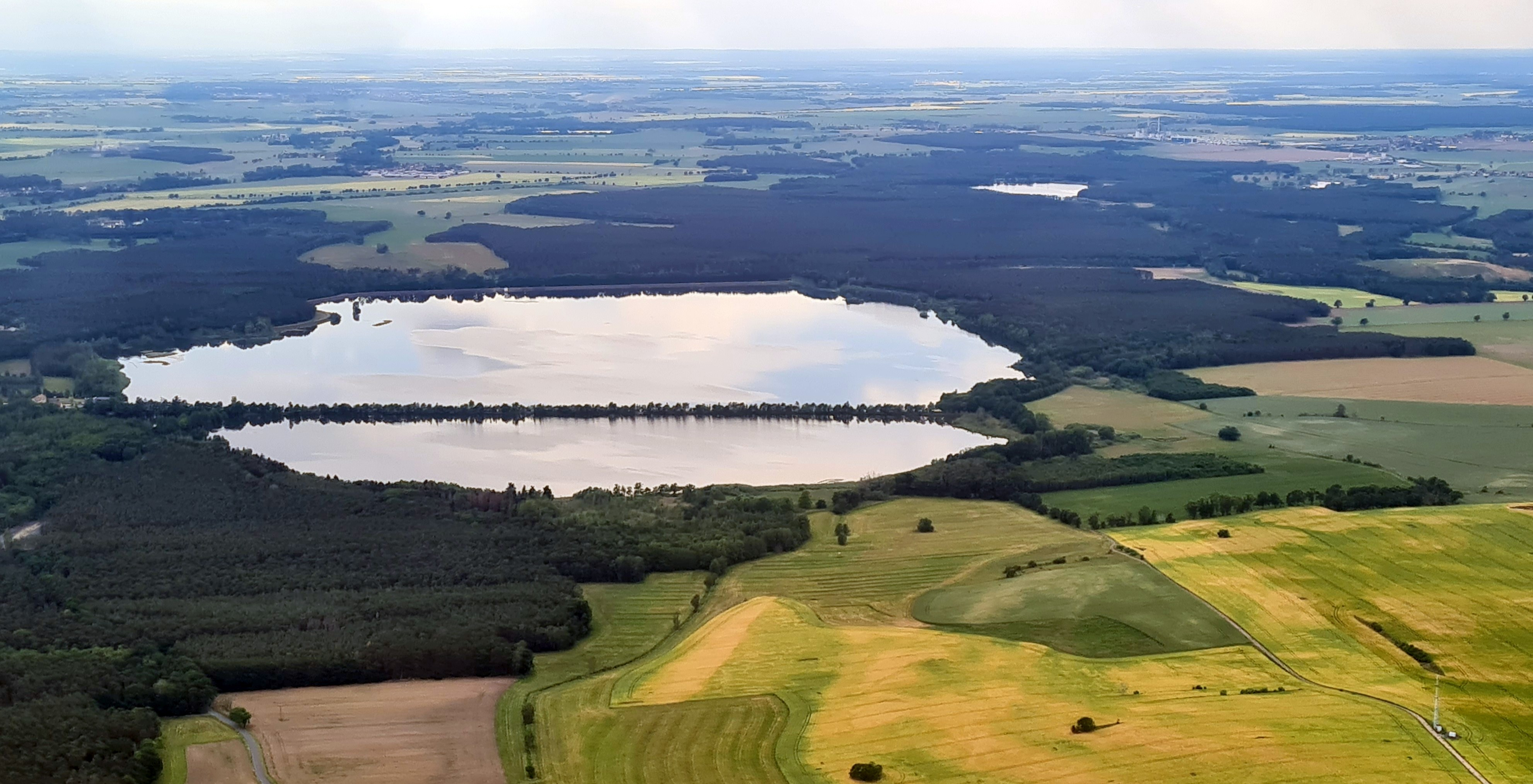
Luftbild des Speichers Radeburg II

Der Speicher Radeburg II (oder Großteich Radeburg; Großteich Zschorna; Großteich Tauscha) ist eine Brauchwassertalsperre im sächsischen Landkreis Meißen. Der Speicher dient auch dem Hochwasserschutz, der Niedrigwasseraufhöhung und dem Naturschutz (Reservatfunktion). Er wurde 1939 (Reichsarbeitsdienst) bis 1953 gebaut und 1978 bis 1981 saniert. Der Speicher wird im Zusammenhang mit dem Speicher Radeburg I bewirtschaftet. Er ist eine große Talsperre nach dem ICOLD-Kriterium.
Das Absperrbauwerk ist ein Erddamm mit geneigter Innendichtung aus Ton und Lehm. Die gestauten Gewässer sind der Dobrabach und der Springbach.
Die Wasserspiegelhöhe wird jahreszeitlich verändert, um den Belangen des Hochwasserschutzes gerecht zu werden.
Vom Stausee durch einen Damm abgetrennt ist der „Breite Teich“. In unmittelbarer Nachbarschaft liegt der Brettmühlenteich Dobra (auch Brettmühlenteich Zschorna oder Brettmühlenteich Tauscha genannt), der ein beliebter Badesee mit einem Campingplatz ist.

## Europäisches Vogelschutzgebiet
Der See ist seit März 1993 als Teil eines Europäischen Vogelschutzgebietes ausgewiesen, unter Naturschutz steht er seit dem 1. September 1954.